# Olympische Sommerspiele 2016/Teilnehmer (Sri Lanka)
| Gelbes Symbol für Goldmedaillen mit stilisierten Olympischen Ringen | Graues Symbol für Silbermedaillen mit stilisierten Olympischen Ringen | Braundes Symbol für Bronzemedaillen mit stilisierten Olympischen Ringen |
| ------------------------------------------------------------------- | --------------------------------------------------------------------- | ----------------------------------------------------------------------- |
| —                                                                   | —                                                                     | —                                                                       |

Sri Lanka nahm an den Olympischen Spielen 2016 in Rio de Janeiro teil. Es war die insgesamt 17. Teilnahme an Olympischen Sommerspielen. Das National Olympic Committee of Sri Lanka nominierte neun Athleten in sechs Sportarten.
Fahnenträger bei der Eröffnungsfeier war der Marathonläufer Anuradha Cooray.

## Teilnehmer nach Sportarten

### Badminton
| Athleten           | Wettbewerb | Gruppenphase                          | Gruppenphase                                       | Gruppenphase | Gruppenphase | Achtelfinale  | Achtelfinale  | Viertelfinale | Viertelfinale | Halbfinale    | Halbfinale    | Finale        | Finale        | Rang          |
| Athleten           | Wettbewerb | Gegner                                | Ergebnis                                           | Punkte       | Rang         | Gegner        | Ergebnis      | Gegner        | Ergebnis      | Gegner        | Ergebnis      | Gegner        | Ergebnis      | Rang          |
| ------------------ | ---------- | ------------------------------------- | -------------------------------------------------- | ------------ | ------------ | ------------- | ------------- | ------------- | ------------- | ------------- | ------------- | ------------- | ------------- | ------------- |
| Männer             |            |                                       |                                                    |              |              |               |               |               |               |               |               |               |               |               |
| Niluka Karunaratne | Einzel     | Chen Long Kevin Cordón Adrian Dziółko | 0:2 (7:21, 10:21) zurückgezogen 2:0 (21:19, 24:22) | 62:83        | 2            | ausgeschieden | ausgeschieden | ausgeschieden | ausgeschieden | ausgeschieden | ausgeschieden | ausgeschieden | ausgeschieden | ausgeschieden |

### Gewichtheben
| Athleten      | Wettbewerb       | Reißen        | Reißen        | Stoßen        | Stoßen        | Zweikampf     | Zweikampf     | Rang          |
| Athleten      | Wettbewerb       | Gewicht       | Rang          | Gewicht       | Rang          | Gewicht       | Rang          | Rang          |
| ------------- | ---------------- | ------------- | ------------- | ------------- | ------------- | ------------- | ------------- | ------------- |
| Männer        |                  |               |               |               |               |               |               |               |
| Sudesh Peiris | Klasse bis 62 kg | nicht beendet | nicht beendet | nicht beendet | nicht beendet | nicht beendet | nicht beendet | nicht beendet |

### Judo
| Athleten              | Wettbewerb       | 1. Runde      | 1. Runde    | 2. Runde             | 2. Runde    | Viertelfinale | Viertelfinale | Halbfinale / Trostrunde | Halbfinale / Trostrunde | Finale / Platz 3 | Finale / Platz 3 | Rang |
| Athleten              | Wettbewerb       | Gegner        | Ergebnis    | Gegner               | Ergebnis    | Gegner        | Ergebnis      | Gegner                  | Ergebnis                | Gegner           | Ergebnis         | Rang |
| --------------------- | ---------------- | ------------- | ----------- | -------------------- | ----------- | ------------- | ------------- | ----------------------- | ----------------------- | ---------------- | ---------------- | ---- |
| Männer                |                  |               |             |                      |             |               |               |                         |                         |                  |                  |      |
| Chamara Dharmawardana | Klasse bis 73 kg | B. Waterhouse | 101s1:000s4 | L. Schawdatuaschwili | 000s2:100s0 | ausgeschieden | ausgeschieden | ausgeschieden           | ausgeschieden           | ausgeschieden    | ausgeschieden    | 9    |

### Leichtathletik
Laufen und Gehen 
| Athleten                   | Wettbewerb | Runde 1 | Runde 1 | Halbfinale | Halbfinale | Finale    | Finale | Rang |
| Athleten                   | Wettbewerb | Zeit    | Rang    | Zeit       | Rang       | Zeit      | Rang   | Rang |
| -------------------------- | ---------- | ------- | ------- | ---------- | ---------- | --------- | ------ | ---- |
| Frauen                     |            |         |         |            |            |           |        |      |
| Niluka Geethani Rajasekara | Marathon   | –       | –       | –          | –          | 3:11:05 h | 129    | 129  |
| Männer                     |            |         |         |            |            |           |        |      |
| Anuradha Cooray            | Marathon   | –       | –       | –          | –          | 2:17:06 h | 34     | 34   |

 Springen und Werfen 
| Athleten          | Wettbewerb | Qualifikation | Qualifikation | Finale        | Finale        | Rang |
| Athleten          | Wettbewerb | Weite/Höhe    | Rang          | Weite/Höhe    | Rang          | Rang |
| ----------------- | ---------- | ------------- | ------------- | ------------- | ------------- | ---- |
| Männer            |            |               |               |               |               |      |
| Sumeda Ranasinghe | Speerwurf  | 71,93 m       | 18            | ausgeschieden | ausgeschieden | 18   |

### Schießen
| Athleten           | Wettbewerb                    | Qualifikation   | Qualifikation | Finale          | Finale        | Ringe/ Scheiben | Rang |
| Athleten           | Wettbewerb                    | Ringe/ Scheiben | Rang          | Ringe/ Scheiben | Rang          | Ringe/ Scheiben | Rang |
| ------------------ | ----------------------------- | --------------- | ------------- | --------------- | ------------- | --------------- | ---- |
| Männer             |                               |                 |               |                 |               |                 |      |
| Mangala Samarakoon | Luftgewehr 10 Meter           | 589,6           | 50            | ausgeschieden   | ausgeschieden | 589,6           | 50   |
| Mangala Samarakoon | Kleinkaliber liegend 50 Meter | 601,8           | 47            | ausgeschieden   | ausgeschieden | 601,8           | 47   |

### Schwimmen
| Athleten           | Wettbewerb     | Vorlauf     | Vorlauf | Halbfinale    | Halbfinale    | Finale        | Finale        | Rang |
| Athleten           | Wettbewerb     | Zeit        | Rang    | Zeit          | Rang          | Zeit          | Rang          | Rang |
| ------------------ | -------------- | ----------- | ------- | ------------- | ------------- | ------------- | ------------- | ---- |
| Frauen             |                |             |         |               |               |               |               |      |
| Kimiko Raheem      | 100 m Rücken   | 1:04,21 min | 28      | ausgeschieden | ausgeschieden | ausgeschieden | ausgeschieden | 28   |
| Männer             |                |             |         |               |               |               |               |      |
| Matthew Abeysinghe | 100 m Freistil | 50,96 s     | 50      | ausgeschieden | ausgeschieden | ausgeschieden | ausgeschieden | 50   |